# Chickasha
Chickasha é uma cidade localizada no estado norte-americano de Oklahoma, no Condado de Grady.

## Demografia
Segundo o censo norte-americano de 2000, a sua população era de 15.850 habitantes.
Em 2006, foi estimada uma população de 17.163, um aumento de 1313 (8.3%).

## Geografia
De acordo com o United States Census Bureau tem uma área de
46,9 km², dos quais 46,8 km² cobertos por terra e 0,1 km² cobertos por água. Chickasha localiza-se a aproximadamente 333 m acima do nível do mar.

## Localidades na vizinhança
O diagrama seguinte representa as localidades num raio de 20 km ao redor de Chickasha.